# Harvey Beaks
Harvey Beaks è una serie animata statunitense creata da C.H. Greenblatt, già creatore di Chowder - Scuola di cucina su Cartoon Network,  per Nickelodeon e trasmessa negli Stati Uniti, sempre su Nickelodeon, dal 28 marzo 2015 e in Italia, sulla versione italiana del canale, dal 12 giugno 2015.

## Trama
Harvey Beaks è una serie animata che segue le avventure di un giovane uccello di nome Harvey, che vive nella magica e bizzarra città-bosco di Uigbark Woods. Insieme ai suoi migliori amici, Fee e Foo, Harvey affronta una serie di situazioni divertenti e stravaganti, esplorando il valore dell'amicizia, della creatività e dell'accettazione.
Ogni episodio presenta nuove sfide e avventure, dalle scorribande nel bosco alle interazioni con gli eccentrici abitanti della foresta. Harvey è un personaggio gentile e ottimista, sempre pronto ad aiutare gli amici e a risolvere i problemi che si presentano. Fee e Foo, con le loro personalità uniche, aggiungono un tocco di comicità e spontaneità alle storie.
La serie affronta temi come la crescita personale, il coraggio di essere se stessi e l'importanza di affrontare le proprie paure. Con uno stile visivo vibrante e una narrazione coinvolgente, Harvey Beaks incanta il pubblico di tutte le età, offrendo messaggi positivi attraverso avventure indimenticabili nel cuore della natura.

## Personaggi
- Harvey Beaks

È il protagonista della serie animata, un giovane uccello di 9 anni dal carattere gentile e beneducato. Ogni mattina, si sveglia e si rifà il letto da solo, dimostrando la sua natura responsabile. Harvey vive avventure emozionanti nella città-bosco immaginaria di Uigbark Woods insieme ai suoi migliori amici, Fee e Foo. È un uccello blu/verde acqua con una testa grande e indossa sempre una maglietta giallo chiaro e pantaloni verdi scuri. Sebbene sia naturalmente buono, a volte si lascia influenzare dai comportamenti stravaganti dei suoi amici, portandolo a compiere azioni poco sagge nel tentativo di sembrare più simpatico.
- Fee

Fee è la sorella gemella di Foo, una ragazza vivace e combinaguai di colore rosa/fucsia, che indossa vestiti gialli ispirati agli uomini delle caverne. È la migliore amica di Harvey e possiede un'intelligenza superiore rispetto a Foo, sebbene condivida con lui lo spirito avventuroso. Fee desidera avere una coda, come rivelato in uno degli episodi.
- Foo

Foo, il migliore amico di Harvey, è un personaggio divertente e un po' folle, sempre pronto a combinare guai ma con un grande cuore. La sua energia contagiosa lo porta a vivere esperienze stravaganti insieme agli altri. Di colore giallo/arancione, indossa pantaloni rossi e non viene mai specificata la sua specie. Nonostante le sue marachelle, Foo dimostra affetto verso i suoi amici, come quando ruba oggetti per avere un ricordo di loro. Insieme, Harvey, Fee e Foo affrontano sfide che mettono alla prova la loro amicizia e li portano a scoprire il valore della lealtà e del coraggio in un mondo fantastico
- Miriam

Miriam è la madre di Harvey, una figura affettuosa e premurosa. Alta e snella, lavora come bibliotecaria e si preoccupa profondamente per il futuro del figlio. Sebbene sia un po' spaventata all'idea che Harvey possa seguire le orme dei suoi amici Fee e Foo, alla fine crede nella sua capacità di rimanere se stesso.Irving Beaks
- Irving Beaks

Irving è il padre di Harvey, un uomo alto e magro che indossa occhiali. È timido e riservato, preferendo rimanere a casa per prendersi cura della famiglia. Spesso porta con sé un uovo che deve schiudersi, mostrando il suo lato affettuoso e protettivo.
- Dade

Dade è un coniglio un po' irritante che nutre una profonda avversione per Fee e Foo, temendo che i loro comportamenti possano influenzare negativamente Harvey. Considera Harvey un modello da seguire per la sua gentilezza e correttezza.
- Princess Roberts

Princess è una gufo narcisista e viziata, con una voce mascolina. Indossa un diadema ed è estremamente egoista e permalosa. Figlia del Dottor Roberts, si lamenta costantemente e cerca l'attenzione in ogni situazione.
- Il Mostro del Lago

Conosciuto anche come lo Spirito del Lago, questo misterioso essere protegge il suo lago da intrusi indesiderati creando vortici d'acqua. È un po' irascibile ma ha anche un lato protettivo, fungendo da bagnino.
- Claire

Claire è una giovane volpe innamorata di Foo. Indossa occhiali ed è una mangaka di talento. Dopo aver capito che i suoi sentimenti non sono ricambiati, si rende conto di dover affrontare la realtà della situazione.
- Jeremy

Jeremy è un grande fungo peloso con una proboscide. Lavora come barista e babysitter, divertendosi a mostrare trucchi di carte, anche se sono piuttosto semplici.
- TechnoBear

TechnoBear è un orso bruno sempre accompagnato dalla sua radio. Ama la musica rap ed è affezionato a Harvey; il suo vero nome è TerryBear.
- Rooter

Rooter è un cinghiale che racconta storie esagerate delle sue avventure selvagge, spesso imbarazzanti.
- PiriPiri

PiriPiri è un canarino giallo e la migliore amica di Claire, sempre pronta a sostenerla.
- Dottor Roberts

Il Dottor Roberts è il padre eccentrico di Princess, con una strana ossessione per i cristalli. Vive in una casa in stile giapponese e ha una grande opinione della figlia, cercando di farle guadagnare rispetto nonostante il suo comportamento.
- Kratz

Kratz è una puzzola sfortunata che sembra attrarre eventi sfortunati ovunque vada.
- Jackie Slytherstein

Jackie è un serpente noto per aver scritto il libro preferito di Harvey.
- Michelle Beaks

Michelle è la sorellina minore di Harvey, nata dopo di lui. Ha spesso un'espressione triste sul volto, aggiungendo un tocco di vulnerabilità alla famiglia Beaks.

## Doppiaggio
| Personaggio        | Doppiatore originale                                 | Doppiatore italiano |
| ------------------ | ---------------------------------------------------- | ------------------- |
| Harvey             | Max Charles                                          | Patrizia Mottola    |
| Fee                | Angelina Walher                                      | Gea Riva            |
| Foo                | Jackson Brundage (ep. 0-16) Thomas Robinson (ep. 17) | Jolanda Granato     |
| Irving             | Chris Parnell (ep. 0) Scott Adsit (ep. 1+)           | Lorenzo Scattorin   |
| Miriam             | Kerry-Kenney Silver                                  | Beatrice Caggiula   |
| Michelle           | Kari Whalgren                                        | Giada Bonanomi      |
| Dade               | C.H.Greenblatt Eric Bauza (solo una volta)           | Paolo De Santis     |
| Il Mostro del Lago | Dwight Schultz                                       | Pietro Ubaldi       |
| Princess Roberts   | Andress Slaff                                        | Mario Zucca         |
| Claire             | Nicole Wedel                                         | Beatrice Caggiula   |
| TechnoBear         | Mason Waughn                                         | Andrea Oldani       |
| Piri Piri          | Madeleine Curry                                      | Anna Lana           |
| Kratz              | Matthew Zhang                                        | Federico Zanandrea  |
| Rooter             | Laz Meiman                                           | Alessandro Zurla    |
| Jeremy             | C.H.Greenblatt                                       | Luca Ghignone       |
| Dottor Roberts     | Matt Berry Jeff Bennett                              | Paolo Sesana        |
| Randy              | Marc Maron                                           | Luca Ghignone       |
| Jean Luc           | Andrè Sogliuzzo                                      | Alessandro D'Errico |
| Madre di Randy     | Nick Sumida                                          | Pietro Ubaldi       |
| BartleBurt         | Fred Stoller                                         | Alessandro D'Errico |
| Tara               | Ana Gasteyer                                         | Beatrice Caggiula   |

## Episodi
| Stagione         | Episodi |
| ---------------- | ------- |
| Prima stagione   | 26      |
| Seconda stagione | 26      |